# 239. Infanterie-Division (Wehrmacht)
Die 239. Infanterie-Division war ein Großverband des Heeres der deutschen Wehrmacht im Zweiten Weltkrieg.

## Geschichte

### Aufstellung
Die 239. Infanterie-Division wurde als Division der 3. Welle im August 1939 in Oppeln im Wehrkreis VIII (Breslau) aufgestellt. Die Ersatzgestellung erfolgte durch das Infanterie-Ersatz-Bataillon 372 in Gleiwitz.

### Polenfeldzug
1939 war die Division am Überfall auf Polen beteiligt und drang bis Kattowitz vor. In der Reserve der 8. Armee diente sie zur Sicherung an der Grenze der Slowakei zu Ungarn. 
1940 wurde sie an den Kaiserstuhl verlegt, um als Reserve der 7. Armee am Westfeldzug teilzunehmen. 

### Westfeldzug
Im Juni 1940 überschritt die 239. Infanterie-Division den Rhein bei Neu-Breisach. Nach dem Durchbruch an der Maginot-Linie war die Division im Elsass bei Mülhausen im Einsatz. Nach dem Ende der Kämpfe kehrte sie in die Heimat zurück.

### Verlegung nach Rumänien
Im Mai 1941 erfolgte die Verlegung in die rumänische Bukowina, um zusammen mit rumänischen Truppen Angriffsposition für den Überfall auf die Sowjetunion zu beziehen. 

### Unternehmen Barbarossa
Die sowjetischen Grenzbefestigungen von Ștefănești konnten überwunden werden, danach überschritt die Einheit den Pruth und drang in die Ukraine ein, die weiteren Stationen ihres Marsches nach Osten waren Balta, Wosnessensk, der Bug bis nach Krementschug.

### Kiew 1941
Danach war sie im September 1941 an der Kesselschlacht um Kiew beteiligt. Der weitere Vormarsch ging über Bogoduchow, Poltawa, Charkow bis in den Süden von Belgorod in Russischen Sowjetrepublik.

### Auflösung
Die 239. Infanterie-Division musste schon im Januar 1942 im Raum Charkow aufgelöst werden. 

### Verwendung der Reste der Division
Ihre verbliebenen Einheiten wurden an andere Divisionen der 6. Armee abgegeben. Der Divisionsstab kam zum Stab der 6. Armee bzw. dem der 294. Infanterie-Division.

## Personen
| Dienstzeit                          | Dienstgrad             | Name              |
| ----------------------------------- | ---------------------- | ----------------- |
| 1. September 1939 bis Dezember 1941 | General der Infanterie | Ferdinand Neuling |

| Dienstzeit                         | Dienstgrad     | Name             |
| ---------------------------------- | -------------- | ---------------- |
| 1939 bis September 1939            | Oberst         | Bruno Ortner     |
| 7. September bis 29. November 1939 | Oberstleutnant | Kurt Lottner     |
| Januar bis August 1940             | Major          | Georg von During |
| August 1940 bis April 1941         | –              | unbekannt        |
| 1. April 1941 bis 23. März 1942    | Major          | Theodor Mehring  |

## Gliederung
- Infanterie-Regiment 327
  - I bis III. Bataillon
- Infanterie-Regiment 372
  - I bis III. Bataillon
- Infanterie-Regiment 444
  - I bis III. Bataillon
- Artillerie-Regiment 239
  - I bis IV. Abteilung
- Pionier-Bataillon 239
- Feldersatz-Bataillon 239
- Panzerabwehr-Abteilung 239 (mot.)
- Aufklärungs-Abteilung 239
- Nachrichten-Abteilung 239
- Nachschubtruppen 239